# USS LST-866
O USS LST-866 foi um navio de guerra norte-americano da classe LST que operou durante a Segunda Guerra Mundial.